# ألبرت كورتيس
ألبرت كورتيس (بالإنجليزية: Arthur Curtis)‏ هو لاعب كرة مضرب أسترالي، ولد في 1875 في Adelong, New South Wales ‏ في أستراليا، وتوفي في 12 سبتمبر 1933 في ملبورن في أستراليا.

## وصلات خارجية
- ألبرت كورتيس على موقع رابطة محترفي التنس (الإنجليزية)